# Мезениха (остановочная площадка)
Мезениха — населённый пункт (остановочная площадка) в Тогучинском районе Новосибирской области. Входит в состав Кудринского сельсовета.

## География
Площадь населённого пункта — 4 гектара.

## Население
| 2002 | 2007 | 2010 |
| ---- | ---- | ---- |
| 23   | ↗33  | ↘25  |

## Инфраструктура
В населённом пункте по данным на 2007 год отсутствует социальная инфраструктура.